# Arie Oostlander
Arie Marinus Oostlander (ur. 28 marca 1936 w Oude Wetering, zm. 21 kwietnia 2019 w Doetinchem) – holenderski polityk, psycholog, wykładowca akademicki, deputowany do Parlamentu Europejskiego (1989–2004).

## Życiorys
Ukończył w 1960 studia psychologiczne na Wolnym Uniwersytecie w Amsterdamie. Od 1962 do 1975 pracował na tej uczelni. W latach 1970–1975 był radnym miasta Muiden. Działał w Partii Antyrewolucyjnej, w 1980 przystąpił do Apelu Chrześcijańsko-Demokratycznego (CDA). W drugiej połowie lat 70. pełnił funkcję dyrektora jednej z fundacji, od 1980 do 1989 kierował jednym z biur tematycznych partii.
W 1989, 1994 i 1999 z ramienia CDA uzyskiwał mandat posła do Parlamentu Europejskiego III, IV i V kadencji. Należał do grupy chadeckiej, pracował m.in. w Komisji Spraw Zagranicznych, Praw Człowieka, Wspólnego Bezpieczeństwa i Polityki Obronnej. Od 1994 do 1997 był wiceprzewodniczącym Podkomisji ds. Bezpieczeństwa i Rozbrojenia. W PE zasiadał do 2004. W tym samym roku został sekretarzem generalnym Europejskiego Instytutu Administracji Publicznej.